# Карбери, Спенсер
Спенсер Карбери (англ. Spencer Carbery; род. 9 ноября 1981, Виктория) — канадский хоккеист, левый крайний нападающий. Главный тренер клуба «Вашингтон Кэпиталз».

## Игровая карьера
На юниорском уровне Карбери начал выступать в 1999 году за «Пайненсула Пантерс» из Юниорской хоккейной лиги острова Ванкувер. В своём дебютном сезоне он набрал рекордные для новичков клуба 76 очков.
В 2002 году Спенсер поступил в Университет Аляски, где играл за местную команду в NCAA. В следующем сезоне продолжил выступать на студенческом уровне, но уже за Колледж святого Норберта.
В 2006 году Карбери стал профессионалом, подписав контракт с «Талса Ойлерз» из Центральной хоккейной лиги, и в первом сезоне набрал 44 очка в 63 матчах регулярного чемпионата.
В дальнейшем играл за «Бейкерсфилд Кондорс», «Стоктон Тандер», «Фресно Фальконс» и «Саут Каролина Стингрейс». В возрасте 28 лет завершил карьеру.

## Карьера тренера
Сразу после окончания игровой карьеры Спенсер получил должность помощника главного тренера «Саут Каролина Стингрейс». Летом 2011 года он возглавил клуб, став на тот момент самым молодым наставником в Хоккейной лиге Восточного побережья.
В 2018 году Карбери был назначен главным тренером «Херши Бэрс» из АХЛ. В 2021 году он привёл команду к победе в регулярном чемпионате, а сам получил Луис Эй-Ар Пьери Мемориал Эворд как тренер года.
После этого Спенсер стал помощником в «Торонто Мейпл Лифс», а через два года возглавил «Вашингтон Кэпиталз». В первом сезоне ему удалось вывести клуб в плей-офф, где «Вашингтон» в первом раунде уступил «Нью-Йорк Рейнджерс».
В 2025 году стал обладателем Джек Адамс Эворд.